# À Manhã
À Manhã é a peça de teatro escrita por José Luís Peixoto e estreada no Teatro São Luiz em Lisboa em 2007.
Numa aldeia envelhecida do sul de Portugal, as personagens dão corpo aos seus próprios desejos e receios. Algures num lugar do Alentejo, sofrendo a desertificação dos lugares onde a pressa nunca chegou, cinco personagens, três mulheres e dois homens, caminham a vida pelo tempo das estações. E as estações têm Primaveras e Segredos, enganos e Verões, beijos nunca dados e um Outono onde se retarda o último frio. 